# 蘭帕省

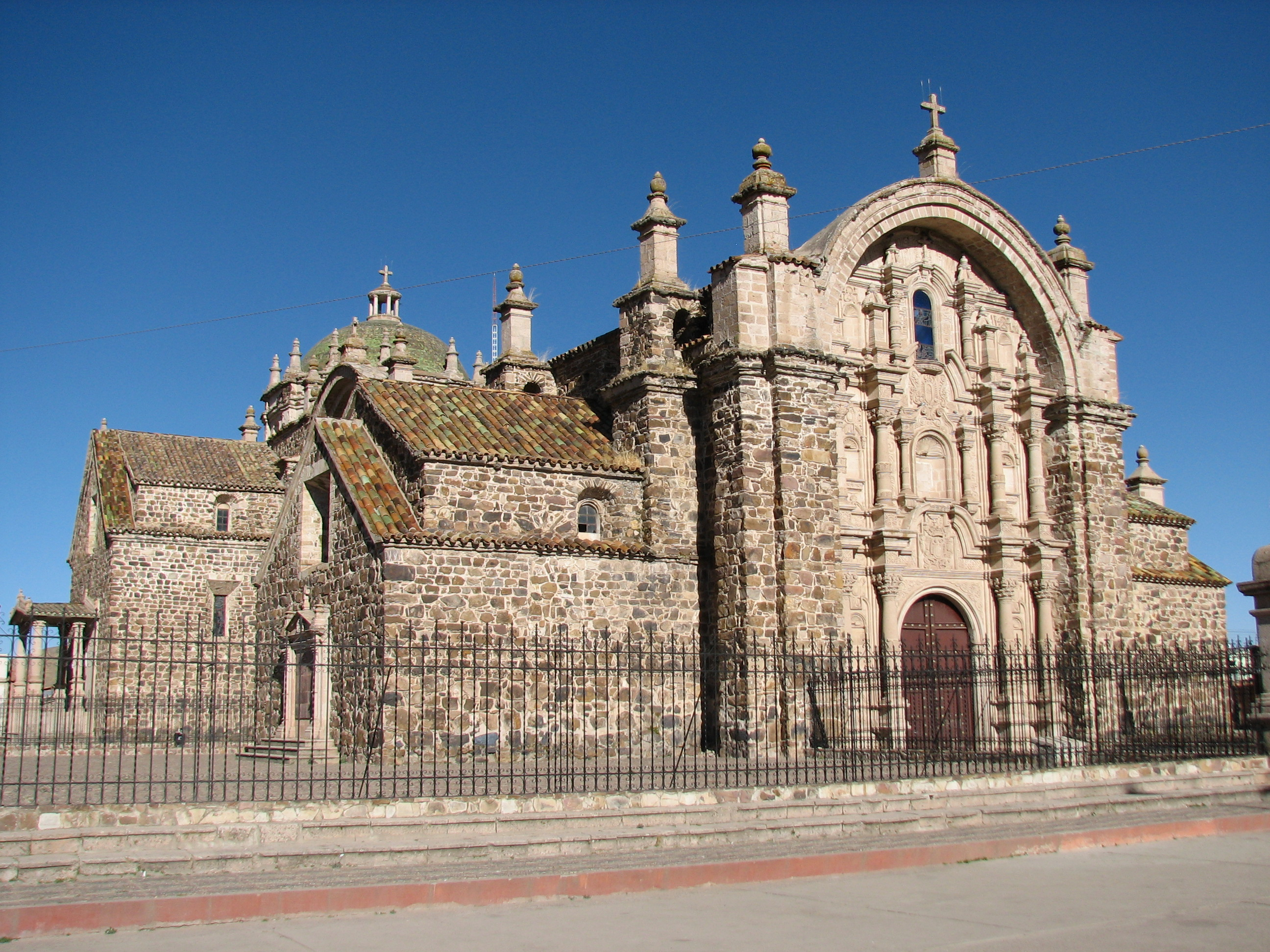

蘭帕省（西班牙語：Provincia de Lampa），是秘魯的省份，位於該國東南部普諾大區，首府是蘭帕，處於安第斯山脈地區，海拔高度3,892米，面積5,992平方公里，2005年人口48,239，人口密度每平方公里8.05人。